# Чишмікіой
Чишмікіо́й (рум. Cișmichioi, гаг. Çöşmäküü) — село Вулканештського округу в автономії Гагаузія, у Молдові, утворює окрему комуну.
Поблизу села діє пункт пропуску на кордоні з Україною Чишмікіой—Долинське.
Село було засноване 1809 року гагаузами-переселенцями за дозволом генерал-губернатора Бессарабського краю Російської імперії. Назва означає поселення біля джерела (чишма).
В селі діють ліцей та гімназія, в яких навчається 670 учнів, 5 дитячих садочків, будинок культури (1958), музей, музична школа, бібліотека, центр здоров'я.
Населення утворюють в основному гагаузи — 4772 особи, живуть також молдовани — 115, росіяни — 43, українці — 39, болгари  — 25.

## Пам'ятки природи
У східній частині села розташована пам'ятка природи «Чишмікьойський яр».